# Franz-Heinz Hye
Franz-Heinz Hye (auch von Hye oder Hye-Kerkdal; * 21. Dezember 1937 in Innsbruck; † 30. November 2016 ebenda) war ein österreichischer Historiker und Archivar.
Hye wuchs in Amras auf und absolvierte zunächst ein Studium der Geschichtswissenschaft und Geographie an der Universität Innsbruck, wo er 1962 mit seiner Dissertation Der Beitrag der Familie Weinhart zur Tiroler Geistesgeschichte des 17. und 18. Jahrhunderts promoviert wurde. Anschließend vertiefte er seine Studien am Institut für Österreichische Geschichtsforschung in Wien. Nachdem er sechs Jahre im Tiroler Landesarchiv gearbeitet hatte, wurde ihm 1969 die Leitung des Innsbrucker Stadtarchivs überantwortet, die er bis zu seiner Pensionierung innehatte. In dieser Funktion begründete er 1970 die über Jahrzehnte fortgeführte Tradition der Halbjahres-Ausstellungen im Stadtarchiv. Die Forschungsschwerpunkte Hyes waren die Innsbrucker Stadtgeschichte, Heraldik sowie die Geschichte der Städte, Märkte und Gemeinden der historischen Grafschaft Tirol. 1985 habilitierte er sich für „Hilfswissenschaften und Tiroler Landesgeschichte“ an der Universität Innsbruck. An seiner Alma Mater unterrichtete Hye, der auch Familiare des Deutschen Ordens und Träger des Verdienstkreuzes des Landes Tirol war, noch im Ruhestand als Außerordentlicher Universitätsprofessor.